# Breve portus kallaretani
Il Breve portus kallaretani, regolamento del porto di Cagliari, è il più antico esemplare noto di statuto portuale (1317-1318): si tratta di 68 capitoli che discutono di vari argomenti fra i quali la giurisdizione dei consoli, gli armatori ed i marinai. Oggi è conservato presso l'Archivio di Stato di Pisa all'interno del fondo della famiglia Roncioni. Probabilmente un membro di questa famiglia commerciava con Cagliari o era un personaggio influente all'interno della vita del Porto di Cagliari, e si fece fare una copia del Breve per sé.

## Storia
Risale al 1317, ai tempi in cui la repubblica di Pisa governava Cagliari.